# India National Rail Museum
Le National Rail Museum est un musée des chemins de fer indiens. Inauguré en 1977 il se trouve au sud de l'enclave diplomatique de Chanakyapuri, à New Delhi.
Le musée présente notamment une importante collection d'anciennes locomotives et wagons retraçant l'histoire des chemins de fer du pays.
C'est également un lieu d'attraction et de loisirs avec un petit train qui parcourt le site du musée.

## Présentation
Disposant d'un important espace de 11 hectares, le musée est mis en scène par une disposition rappelant une gare de triage ou de jonction. Un bâtiment climatisé de forme octogonale permet la présentation de petits matériels, documents et maquettes sur les divers aspect des chemins de fer indiens à différentes époques. En extérieur sont présentés environ 100 pièces du patrimoine ferroviaire, mises en situation sur des voies de différentes largeurs. Les machines et wagons retracent près de 140 années de l'évolution du rail en Inde. Des locomotives à vapeur, électriques ou diesel, des wagons aménagés pour de riches propriétaires aussi bien que de petits engins de travail. La période couverte, recouvre aussi bien l'époque sous domination britannique que l'évolution depuis l'indépendance de l'Inde.
Outre le parcours historique pour les passionnés des chemins de fer, le musée est aussi un parc d'attraction et de loisirs pour adultes et enfants, avec un petit train parcourant le site, et divers lieux permettant la détente, la restauration et l'achat d'ouvrages et d'objets souvenirs.

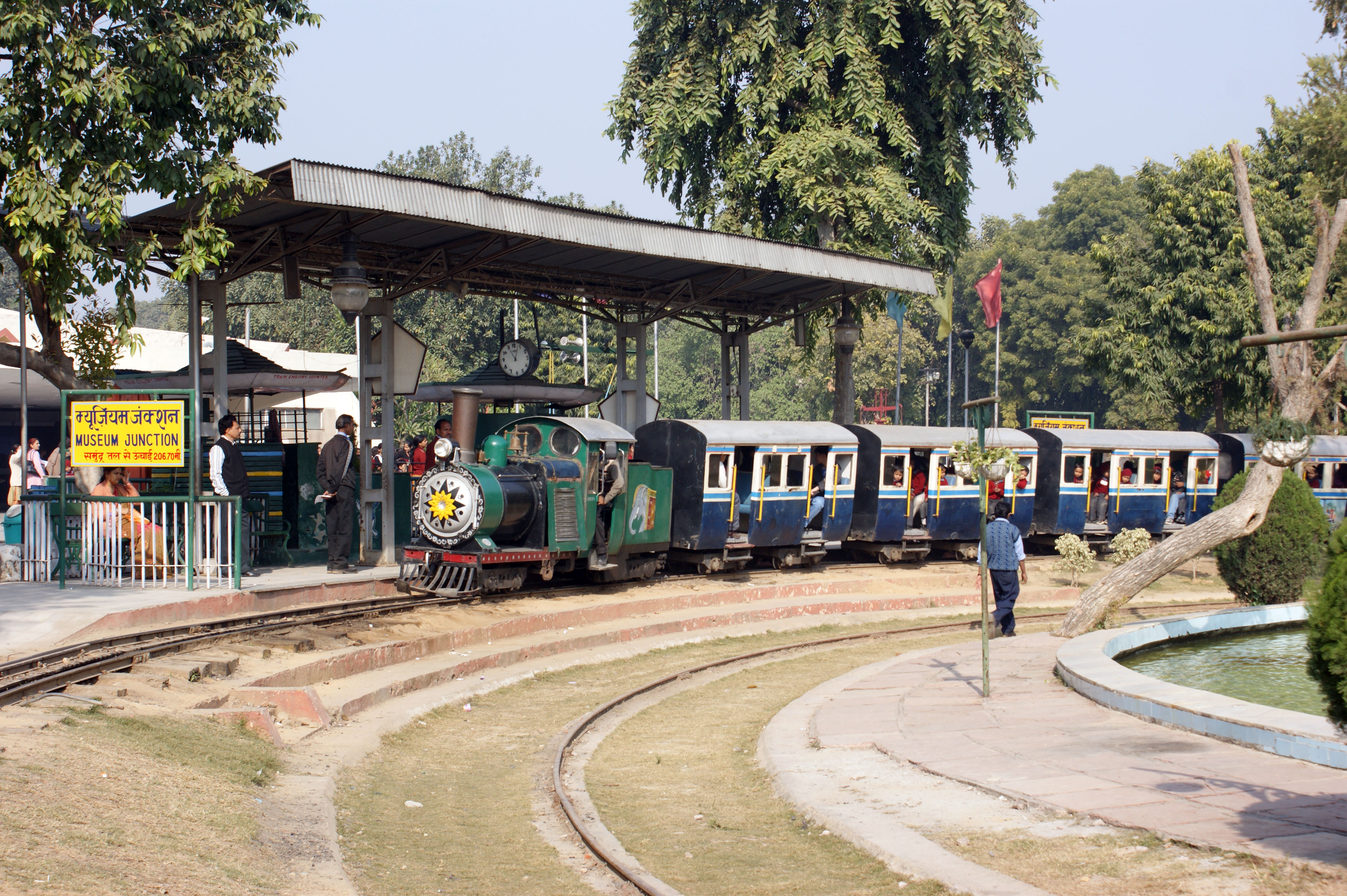
Le mini train et sa gare.

## Histoire
L'idée d'un musée ferroviaire permettant de montrer des éléments du patrimoine des chemins de fer indiens date de 1932. Néanmoins la proposition d'un musée à Dehradun n'ayant pas été réalisée c'est en 1968 que le gouvernement indien concrétise ce projet par l'intermédiaire de son ministère des Chemins de fer qui propose une installation à New Delhi.
Le 7 octobre 1971 a lieu la pose de la première pierre du musée qui est inauguré le 1er février 1977.

## Collection

### Locomotive à vapeur
| année | identifiant musée                 | constructeur                | type | poids  | voie     | présentation |  |
| ----- | --------------------------------- | --------------------------- | ---- | ------ | -------- | ------------ |  |
| 1855  | Fairy Quenn                       | Thomson Kitson & Hewitson   | 111  | 26 t   |          | marche       |  |
| 1862  | Ramgotty                          | Anjubault                   | 020T | 20 t   |          | statique     |  |
| 1889  | Railway's n° B-2 Altered n° B-777 | Sharp, Stewart & Co no 3517 | 020T | 16 t   | 610 mm   | statique     |  |
| 1902  | MYS 507                           | Decauville                  | 121T | 15 t   | 762 mm   | statique     |  |
| 1907  | MLR 739                           | Orenstein & Koppel          | 030T | 18 t   |          | statique     |  |
| 1920  | X-37385                           | SLM Winterthur              | 041T | 48,9 t | métrique | statique     |  |